# Qaraxanlı
Qaraxanlı är en ort i Azerbajdzjan.   Den ligger i distriktet Tovuz Rayonu, i den västra delen av landet, 400 km väster om huvudstaden Baku. Qaraxanlı ligger 370 meter över havet och antalet invånare är 3 166.
Terrängen runt Qaraxanlı är platt österut, men västerut är den kuperad. Runt Qaraxanlı är det ganska tätbefolkat, med 78 invånare per kvadratkilometer.. Närmaste större samhälle är Tovuz, 4,8 km söder om Qaraxanlı. 
Trakten runt Qaraxanlı består till största delen av jordbruksmark.